# Star Wars Racer Revenge
Star Wars Racer Revenge è un videogioco di guida ispirato alla competizione degli "sgusci" di Guerre stellari e ambientato nell'universo espanso. È collocato otto anni dopo il primo gioco Star Wars: Episodio I Racer, e ne è quindi considerato un sequel.

## Modalità di gioco
A differenza del predecessore, il giocatore non potrà continuare la partita nel caso il suo sguscio vada distrutto. In compenso, il suo sguscio avrà valori relativamente alti di corazza, velocità, accelerazione e sterzo.
- Il Gioco singolo permette al giocatore di gareggiare in tre modalità: Evento singolo (che permette di correre su uno dei tracciati sbloccati, da uno a 25 giri), Pratica (che permette di constatare quanti sgusci si possono affrontare, da 0 a 7)  e Prova a tempo (appunto, una corsa contro il tempo).
- Nella Gara Versus (Vs. Race) è possibile affrontarsi in multiplayer a schermo condiviso.
- Il Torneo è la modalità principale del gioco, dove il giocatore percorrerà tutti i 13 tracciati del gioco, provando a vincere mentre distrugge il maggior numero di sgusci possibile. Ogni primo premio viene moltiplicato per una percentuale che varia a seconda degli sgusci distrutti in gara. Ogni gara, inoltre, possiede un Par (limite minimo) di sgusci da distruggere (in genere 2 o 3), che nel caso venga superato consente di aumentare il massimo delle abilità del personaggio scelto dal giocatore.

## Personaggi
In grassetto i nuovi personaggi:
- Anakin Skywalker (Episodio II)
- Occo Ninebar: Neelabi esiliato dal suo omonimo pianeta natale, fatto interamente d'acqua, Occo ha giurato di ritornare da campione di sgusci, intento che va contro l'approvazione degli anziani del suo popolo, e obiettivo postosi nel tentativo di ottenere il rispetto dei suoi simili.
- Shrivel Baittrand: della specie Kulless, un tempo capo meccanico dell'ex-campione Boles Roor, ricevette il suo sguscio dopo che quest'ultimo si ritirò a vita privata dopo il Boonta Eve Classic vinto da Anakin Skywalker.
- Aldar Beedo
- Ben Quadrinaros
- Dud Bolt
- Ody Mandrell
- Teemto Pagalies
- Clegg Holdfast
- Gasgano
- Mawhonic
- Knire Dark: della specie Syboona, nasconde il suo sesso femminile, così come le sue attività illegali tramite la sua passione per gli sgusci. Spesso, quando le autorità sono in giro, si finge perfino paranoica al riguardo. La sua strategia è stare alla larga dagli altri avversari e cercare scorciatoie nascoste, e sebbene relativamente nuova nel mondo degli sgusci, si rivelerà di livello pari agli altri professionisti. La sua carriera finirà nel 22 BBY a seguito di un saccheggio di un suo magazzino, che conteneva chili di contrabbando, il che genererà uno scandalo nel mondo delle corse su sgusci.
- Kraid Nemmeso: nonostante la sua (i Ghishi) sia una razza guerriera, Kraid si è ritrovato meglio nel mondo degli sgusci a causa della sua piccola stazza. Il suo nome è un anagramma di Mark DeSimone, presidente e direttore della Rainbow Studios, l'azienda che ha sviluppato del gioco.
- Wan Sandage (Jr.)
- Mars Guo
- "Scorch" Zanales: questo Daimlo, natio del pianeta Dailma, è proclamato come eroe dal suo pianeta natale dopo aver compiuto alla perfezione il suo rito di passaggio. Parla nella lingua degli Hutt ed è molto favorito dai Gamorreani. Il suo nome è un anagramma di Carlos Sanchez, artista progettatore del gioco.
- Tzidik Wrantojo: Sulituano del pianeta acquatico Archae Teuthis, egli è al corrente della pericolosità delle gare su sgusci, nonostante i media le ritengano al contrario "sicure".
- Sebulba: questa versione di Sebulba si differenzia da quella classica del primo episodio, in quanto presenta parametri diversi.
- Anakin Skywalker (Episodio I): si sblocca battendo tutti i record di tempo da miglior giro in tutti i circuiti.
- Sebulba (Episodio I): si sblocca vincendo tutte le gare nella modalità Torneo con Sebulba.
- Watto (sbloccabile): si sblocca battendo tutti i record di tempo in tre giri in tutti i circuiti.
- Darth Maul (sbloccabile): essendo egli ritenuto morto verso la fine del primo episodio (ma tornerà nella serie animata Star Wars The Clone Wars), la sua apparizione non è canonica. Si sblocca battendo i record di K.O. in tutti i circuiti.
- Dart Fener: si sblocca completando la modalità Torneo con Watto, Anakin Skywalker classico e Darth Maul, non prima di averli sbloccati tutti.

## Tracciati
- Galactic Trials
  - Mos Espa Open
  - SoroSuub Facility
  - Orotoru G'am
  - Watchtower Run
- Podracing Open
  - The Brightlands
  - The Badlands
  - The Ballast Complex
  - Ruins of Carnuss Gorgull
- Hutt Championships
  - Serres Sarrano
  - Grand Reefs
  - Citadel
  - Nightlands
  - Boonta Eve Classic

## Accoglienza
| Testata                            | Giudizio |
| ---------------------------------- | -------- |
| GameRankings (media al 30-01-2020) | 75,62%   |
| Metacritic (media al 30-01-2020)   | 73%      |
| AllGame                            | [ 3 ]    |
| EGM                                | 6.83/10  |
| Entertainment Weekly               | B        |
| Game Informer                      | 6.5/10   |
| GamePro                            | [ 7 ]    |
| Game Revolution                    | B−       |
| GameSpot                           | 7.1/10   |
| GameSpy                            | 75%      |
| GameZone                           | 7.8/10   |
| IGN                                | 8.4/10   |
| Jeuxvideo.com                      | 14/20    |
| Maxim                              | 6/10     |
| SpazioGames.it                     | 7/10     |
| OPM (USA)                          | [ 16 ]   |
| X-Play                             | [ 17 ]   |

Il gioco ha ricevuto recensioni positive dopo la sua pubblicazione. GameRankings gli ha dato il punteggio di 75.62%, mentre Metacritic gli ha conferito un punteggio di 73 su 100.

## Curiosità
- Nel gioco sono assenti vari personaggi apparsi nel primo film, ossia Ratts Tyerell, Neva Kee (presente nelle prime versioni demo del gioco), Elan Mak, Ark "Bumpy" Roose, Ebe Endocott e Boles Roor, e i nuovi personaggi apparsi nel gioco prequel, ossia Slide Paramita, Fud Sang, Toy Dampner e "Bullseye" Navoir. La bandiera di Fud Sang è però presente in alcuni circuiti.